# Jacquinia toldensis
Jacquinia toldensis är en viveväxtart som beskrevs av Lepper och J.E.Gut. Jacquinia toldensis ingår i släktet Jacquinia och familjen viveväxter. Inga underarter finns listade i Catalogue of Life.